# 愛知県道68号名古屋津島線

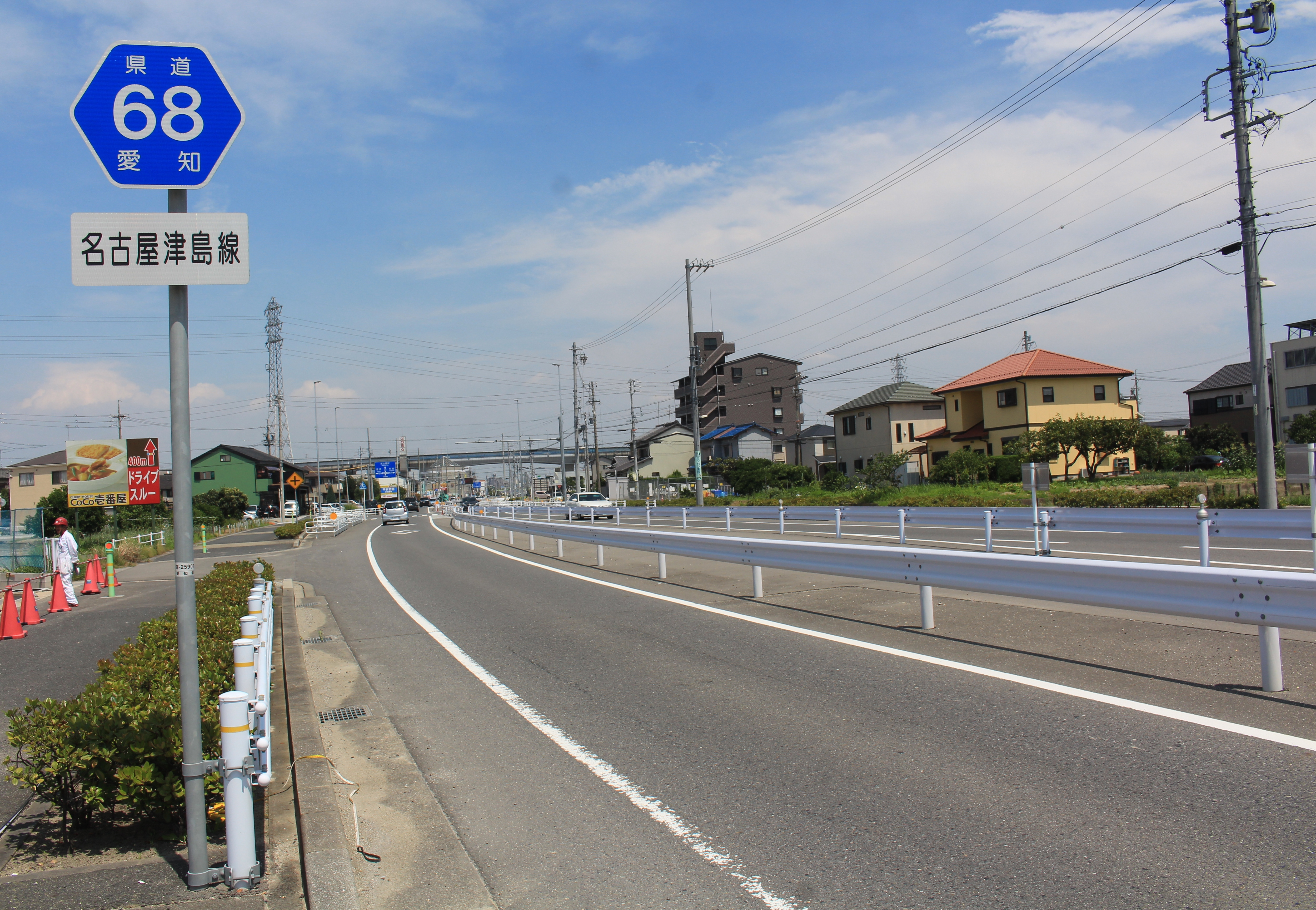
愛知県道68号名古屋津島線（名古屋津島バイパス）、愛知県道124号西条清洲線との西條平ヶ野交差点付近、海部郡大治町西條尼ケ須賀、遠景は名古屋第二環状自動車道と国道302号（名古屋環状2号線）との西之川交差点

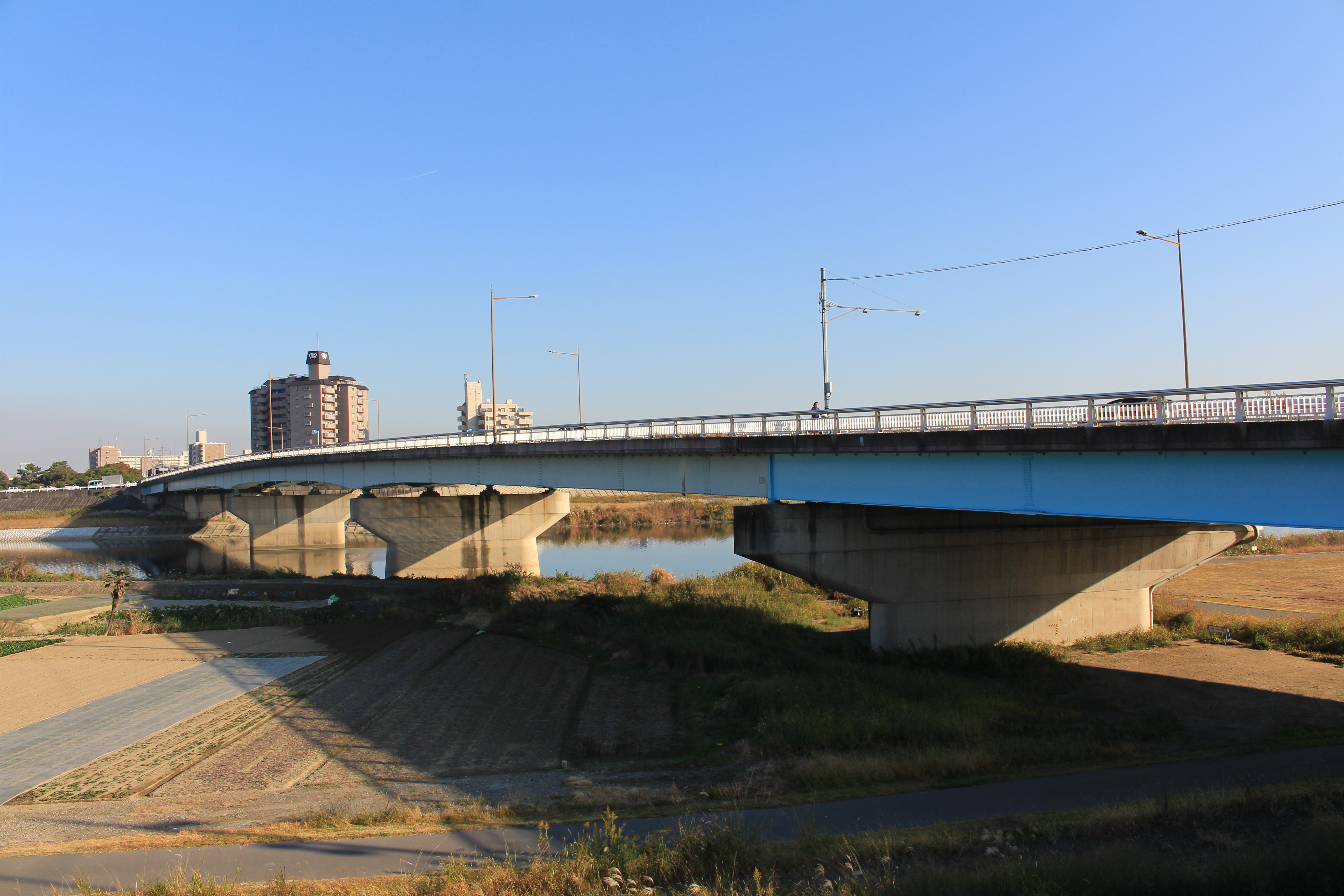
庄内川に架かる新大正橋

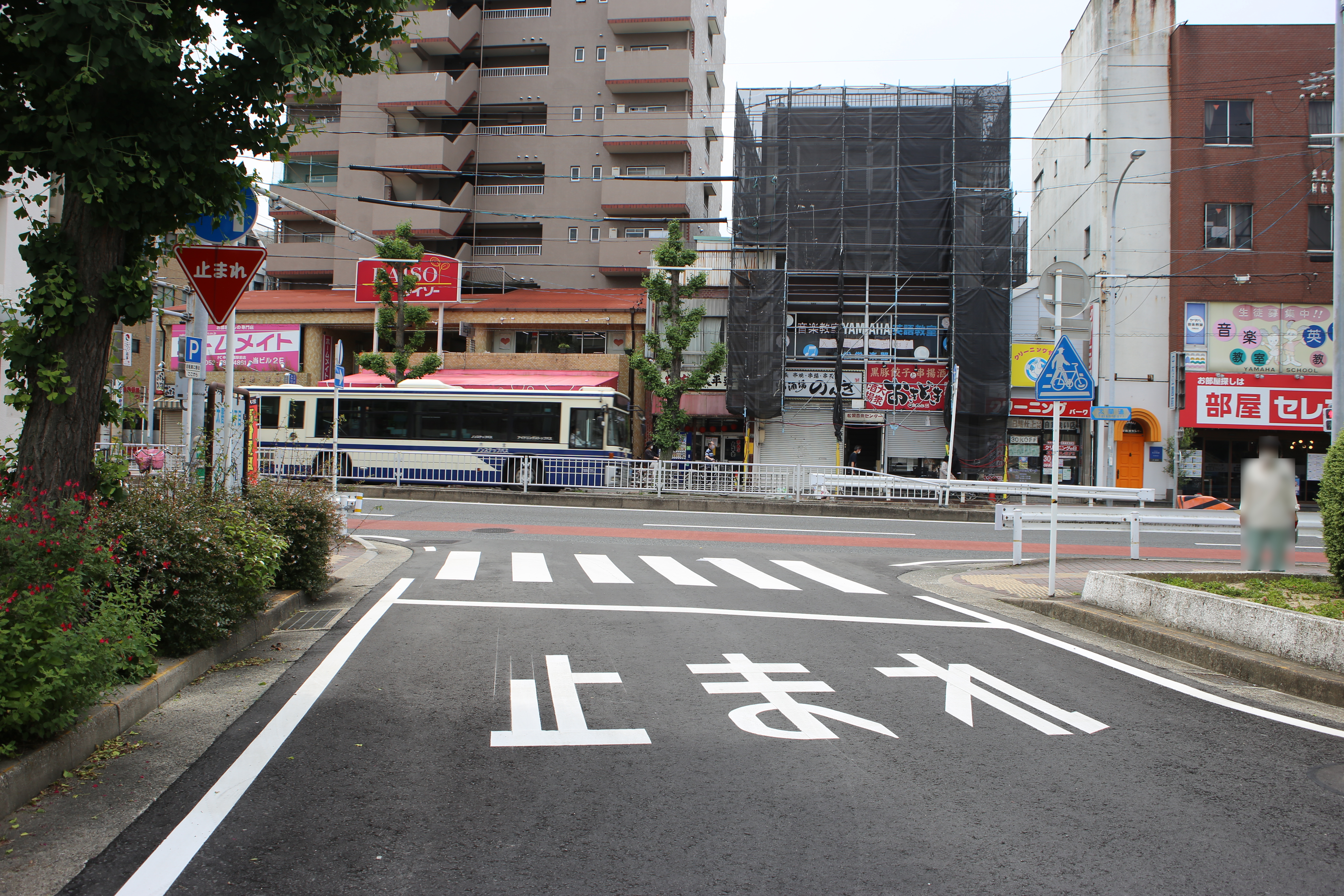
中村公園前交差点付近の太閤通

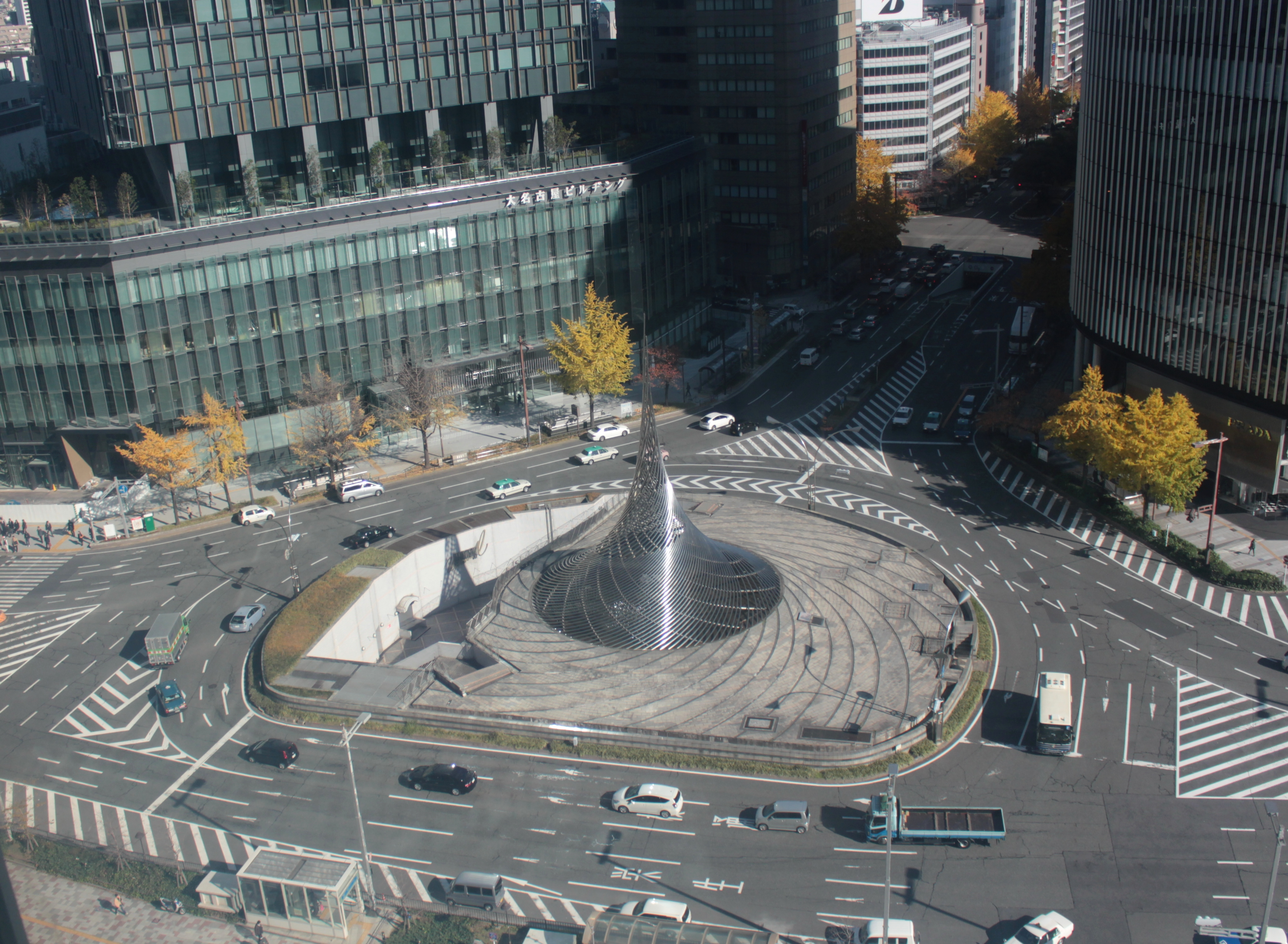
名古屋駅東口の名駅通と桜通との交点にある飛翔（モニュメント）

愛知県道68号名古屋津島線（あいちけんどう68ごう なごやつしません）は、愛知県名古屋市中区から海部郡大治町、あま市を経由し、津島市に至る主要地方道である。

## 概要
名古屋駅前の桜通および名鉄名古屋駅前を南北に走る通り（名駅通）の一部は当路線に含まれる。
なお、現在名古屋津島バイパスの内、大治町西之川交差点 - あま市七宝役場前交差点南方、本道より南方が先行部分開通となった。
本県道は大治町の西之川交差点より東が4車線、西が2車線となっている。
かつてはこの道路の東側（稲葉地町まで）を名古屋市電が通っていた。名古屋市営地下鉄桜通線が太閤通駅からこの道路の地下を通って稲葉地・大治・七宝方面へ延伸する計画があるものの、着工には至っていない。2027年（令和9年）、東京・名古屋間で部分開通が予定されるリニア中央新幹線では、名古屋駅西側の引き込み線（将来の大阪延伸部分）が、この道路の太閤通三丁目交差点付近から中村公園前交差点付近の地下に建設される。
終点近く、津島神社付近に1.0車線の狭隘路区間が存在している。

### 路線データ
愛知県告示に基づく起終点および経過地は次のとおり。
- 起点：愛知県名古屋市中区丸の内一丁目（国道19号（桜通、伏見通）・国道22号（伏見通）交点：日銀前交差点）
- 終点：愛知県津島市江西町2丁目（国道155号交点：江西町交差点）
- 重要な経過地：海部郡大治町、あま市七宝町

## 沿革
- 1956年4月14日：認定[1]。

## 別名
- 桜通（名古屋市中区、中村区）
- 名駅通（名古屋市中村区）
- 太閤通（名古屋市中村区）
- 鳥居西通（名古屋市中村区）
- 稲葉地通（名古屋市中村区）
- 佐屋街道（大治町、あま市、津島市）

## 地理

### 通過する自治体
- 愛知県
  - 名古屋市（中区 - 中村区）
  - 海部郡大治町
  - あま市
  - 津島市

### 交差する道路
- 国道19号・国道22号（伏見通）（日銀前交差点）
- 名古屋市道江川線（泥江町交差点）
- 名駅通（名古屋駅交差点 - 笹島交差点間で重複）
- 名古屋高速都心環状線（錦通経由・名駅入口）
- 錦通（笹島北交差点）
- 愛知県道60号名古屋長久手線（広小路通）・名古屋市道山王線・名古屋市道愛知名駅南線（笹島交差点）
- 名古屋市道名古屋環状線（太閤通3丁目交差点）
- 愛知県道190号名古屋一宮線（太閤通6丁目交差点）
- 愛知県道106号鳥ヶ地名古屋線（庄内川左岸堤防道路：新大正橋東交差点）
- 愛知県道59号名古屋中環状線（現道は立体交差のため直接接続なし：迂回して旧68号の大治橋交差点に達する必要あり）
- 国道302号（名古屋環状2号線）（西之川交差点 - 深田交差点で重複）
- 愛知県道124号西条清須線（大治町西條）
- 愛知県道117号西条中川線（西條交差点）
- 愛知県道139号須成七宝稲沢線（秋竹交差点 - あま市七宝庁舎北交差点で重複）
- 愛知県道65号一宮蟹江線（西尾張中央道）（神守町交差点）
- 愛知県道518号蜂須賀白浜線（神守町二ノ割交差点）
- 愛知県道516号平和蟹江線（津島日光橋交差点）
- 愛知県道458号一宮弥富線（巡見街道）（今市場町4丁目交差点）
- 愛知県道118号津島停車場今市場線（ハーキュリーズ通り）（今市場町3丁目交差点）
- 愛知県道129号一宮津島線（今市場町2丁目交差点）
- 国道155号・愛知県道119号津島立田海津線（江西町交差点）

## 沿線

### 名古屋市中区
- 名古屋市営地下鉄鶴舞線・桜通線 丸の内駅

### 名古屋市中村区
| - 名古屋国際センタービル - 名古屋市営地下鉄桜通線 国際センター駅 - 名古屋駅 - ミッドランドスクエア - 名鉄百貨店 - 名鉄名古屋本線 名鉄名古屋駅 - 近鉄名古屋線 近鉄名古屋駅 | - モード学園スパイラルタワーズ - 名古屋セントラル病院 - 旧・中村区役所 - 名古屋市営地下鉄桜通線 太閤通駅 - 名古屋市営地下鉄東山線 中村公園駅 - 庄内川（新大正橋） |

### 大治町
- 新川（新大治橋）
- 大治町役場

### あま市
- あま市役所七宝庁舎
- あま市立七宝中学校
- あま市立七宝小学校
- 東海ラジオ放送送信所

### 津島市
- 津島市民病院
- 津島市役所
- 名鉄津島線 津島駅
- 天王川公園
- 津島神社